# Mbingo
Mbingo est une localité du Cameroun, située dans l'arrondissement de Belo, le département du Boyo et la région du Nord-Ouest. C'est l’un des 29 villages de la commune de Belo créée en 1993 (Belo Rural Council, à l'origine).

## Géographie
Mbingo est situé dans une zone rurale montagneuse, où les parois rocheuses sont arrosées par des chutes d'eau une bonne partie de l'année. Malgré le relief, c'est une terre fertile. 
Il y a deux saisons, la saison sèche qui s'étend de début novembre à la fin mars, et la saison des pluies, entre les premiers jours d'avril et la fin octobre.

## Démographie
Lors du recensement de 2005, on a dénombré 1 281 habitants à Mbingo. 

## Religion
La communauté baptiste est très présente à Mbingo. Dès les années 1930, la North American Baptist Conference (en) avait fait du Cameroun une priorité. Un important travail missionnaire dans le domaine de la santé a débuté à Mbingo en 1948.

## Santé
Mbingo est réputé dans le pays pour son hôpital, le Mbingo Baptist Hospital (MBH), fondé en 1952 en tant que léproserie. Avec 300 lits, il couvre aujourd'hui de multiples spécialités et pratique quelque 10 000 interventions chirurgicales par an.

## Éducation
Mbingo dispose d'un établissement scolaire public (anglophone) qui accueille des élèves de premier et second cycles.